# Susiec
Susiec è un comune rurale polacco del distretto di Tomaszów Lubelski, nel voivodato di Lublino.
Ricopre una superficie di 190,52 km² e nel 2004 contava 7 927 abitanti.